# هوبره استرالیایی
هوبره استرالیایی (نام علمی: Ardeotis australis) نام یک گونه از سرده هوبره‌های بیابان است.